# Larry Seilhamer Rodríguez
Lawrence N. "Larry" Seilhamer Rodríguez (Nueva York, 13 de diciembre de 1954) es un político puertorriqueño quién ocupó el puesto de Secretario de Estado  de Puerto Rico. Está afiliado con el  Partido Nuevo Progresista y fue  senador desde enero de 2007 hasta su retiro el 15 de enero de 2020. Seilhamer  también fue jugador de baloncesto en el Baloncesto Superior Nacional de 1972 a 1984. Fue nominado a la secretaría de estado por el gobernador Pedro Pierluisi y asumió el cargo el 2 de enero de 2021.

## Educación y años tempranos
Seilhamer Rodríguez nació en la Ciudad de Nueva York el 13 de diciembre de 1954. Sus padres eran George Seilhamer e Isabel Rodríguez, y  es el más joven de cuatro hijos. Seilhamer fue criado en Ponce donde  cursó la escuela elemental en la Academia de María de la Santa.
En 1976, Seilhamer obtuvo su bachillerato en ingeniería Civil de la Universidad de Puerto Rico, graduándose cum laude. En 1979,  completa un segundo bachillerato  en Ciencias, con una concentración en pre-médica en la Universidad de Puerto Rico en Mayagüez. En 1983, Seilhamer se unió al Colegio de Ingenieros de Puerto Rico como ingeniero autorizado.

## Carrera deportiva
Durante su tiempo universitario, Seilhamer fue parte del equipo de baloncesto de la Universidad de Puerto Rico. Cuándo tenía 17 años, ingresó a la liga del Baloncesto Superior Nacional como miembro de los Leones de Ponce. Después de jugar para los Indios de Canóvanas y los Vaqueros de Bayamón,  se retira en 1984. Durante la temporada de 1980, Seilhamer promedió 13.5 puntos por juego.
Seilhamer  también es jugador de tenis y representó a Puerto Rico en varios torneos. En 2001 y 2004, Seilhamer fue dueño de las Leonas de Ponce, equipo de voleibol femenino de la ciudad de Ponce.

## Carrera política
Cuando inició  su carrera política, Seilhamer trabajó para el Municipio Autónomo de Ponce como Director de Presupuesto y Planificador de Operaciones, así como Director de Vivienda y Desarrollo Urbano. 
En febrero de 2007, Seilhamer lanzó su precandidatura para el Senado de Puerto Rico por el distrito de Ponce por el Partido Nuevo Progresista. El 9 de marzo de 2008, fue electo con la mayor cantidad de votos para la posición en las primarias. Luego el 4 de noviembre de 2008,  fue elegido Senador en las elecciones generales, siendo el primer miembro del Partido Nuevo Progresista en ser electo por el distrito en 16 años.

## Senador

### Senador porPonce
En el Senado,  fue presidente de la Comisión de Infraestructura y Urbanismo. Además, sus compañeros lo eligieron para fungir como el portavoz alterno de  la Mayoría del Senado para el periodo 2009–2013, convirtiéndolo en el cuarto  miembro del Senado de más alto rango.
En agosto de 2011, Seilhamer se convirtió en el  líder de mayoría del Senado, después de ser elegido para llenar la vacante dejada por Roberto Arango. También sirve como presidente de la Comisión de Reglas y Calendario. Fue también Presidente de la Comisión Especial para el Puerto de las Américas.

### Senador por acumulación
El 20 de marzo de 2011,  anunció su intención de no buscar la reelección como Senador por el Distrito de Ponce, decidiendo en vez postularse para el Senado por acumulación. Esto a raíz del fracaso de un proyecto del Senado,  cual  ordenaba a la Autoridad de Edificios de Puerto Rico construir una escuela vocacional nueva en Ponce para reemplazar la Escuela Superior Vocacional Bernardino Cordero Bernard de 60 años.
El 16 de agosto de 2011, anunció ,ante especulaciones, que no tenía  intención de aspirar a la alcaldía de Ponce ni de desafiar en las primarias a la actual alcaldesa María "Mayita" Meléndez de su mismo partido. En las elecciones generales de 2012, Seilhamer fue reelegido a pesar de la derrota de su partido en la mayoría de los demás escaños. Además, siguió como líder de su partido en el Senado como líder de minoría de la delegación del Partido Nuevo Progresista.
El 5 de junio de 2016 fue renominado para un segundo término como senador por acumulación y para un tercer término en total como senador. Fue reelegido en las elecciones generales de 2016.
El 13 de enero de 2020, presenta su renuncia al Senado, efectiva el 15 de enero de 2020 citando su deseo de pasar más tiempo con su familia, cual vive en la ciudad de Ponce en el sur y en los Estados Unidos. Su renuncia era "irrevocable, final y firme."

## Secretario de Estado
El 2 de diciembre de 2020, el entonces gobernador electo Pedro Pierluisi nominó a Seilhamer al puesto de Secretario de Estado. Así como su designación pasó por un periodo incierto a raíz de unas expresiones que hizo sobre la estadidad donde expresó que no llegaría porque "nadie quiere asociarse con un quebra’o", fue confirmado con 26 votos a favor y 1 en contra en el Senado. El 25 de marzo de 2021 la Cámara de Representantes no dio paso al nombramiento de Seilhamer. Este recibió 30 votos en contra y 19 a favor.

## Vida personal
Seilhamer tiene cuatro hijos con Linda Anadon. Se laman Dennis, David, Desiree y Debora. Debora (nacida en 1985) jugó para el equipo de voleibol USC Trojans de la Universidad del Sur de California. Ella y su hermana Desirée también jugaron en la  Liga de Voleibol Profesional de Puerto Rico.